# 玉华乡 (湘阴县)
玉华乡，中华人民共和国湖南省岳阳市湘阴县下属的一个镇，位于湘阴县东南部。

## 建制沿革
- 1956年，设玉华乡；
- 1958年，属红旗公社（后改城南公社）
- 1961年，析置玉华公社；
- 1984年，改置玉华乡。

## 行政区划
玉华乡下辖14个行政村：
- 文桥村、凤形村、团山村、华光村、鹅形村、前进村、玉石村、华中村、开福村、槐西村、同心村、来龙村、长湖村、东坪村